# Fratelli coltelli
Fratelli coltelli è un film commedia uscito nel 1997, diretto da Maurizio Ponzi.

## Trama
Guelfo Guelfi è un principe toscano con manie di grandezza. Vorrebbe condurre uno stile di vita sfarzoso e consono al proprio titolo nobiliare ma, suo malgrado, vive con la madre nel palazzo di famiglia ed è sempre a corto di soldi a causa dell'avarizia di quest'ultima. Un giorno la madre di Guelfo muore dopo una brutta caduta e lui non se ne rattrista più di tanto perché è convinto di ereditarne le sostanze. All'apertura del testamento Guelfo scopre che sua madre diede alla luce un figlio illegittimo di nome Felice in seguito abbandonato in un convento, e che questi è stato nominato erede al pari di Guelfo.
Felice lavora come cameriere in un ristorante di Bari, è tenuto in scarsa considerazione dalla proprietaria del ristorante e il suo migliore amico è Antonio, un perdigiorno che approfitta dell'ingenuità di Felice e della sua amicizia. Antonio è uno studente di giurisprudenza fuoricorso e riesce a farsi regalare i pochi risparmi che Felice riesce a mettere da parte con la scusa di averne bisogno per proseguire gli studi. Una sera, dopo la chiusura del ristorante, Felice fa entrare Antonio di nascosto per consentirgli di mangiare gli avanzi, ma riceve la visita di due usurai, alla vista dei due criminali Antonio si nasconde mentre Felice viene sbattuto dai due usurai su un tavolo del ristorante e per farlo parlare gli infilano una granseola viva dentro i pantaloni presa dall'acquario del ristorante e chiedendo a Felice il pagamento dei debiti contratti dall'amico. Solo la lettera del notaio con la comunicazione dell'eredità, trovata per caso da Antonio, salva Felice dalla tortura. Felice si dirige pertanto a Firenze per incassare l'eredità, seguito dal parassita Antonio.
La notizia di avere un fratello con cui dividere l'eredità fa arrabbiare Guelfo che tuttavia è costretto ad accoglierlo in casa dando vita ad una convivenza nel palazzo di Guelfo che degenera spesso in lite.
Nel frattempo una truffatrice torinese di nome Sonia si fa passare per una nobildonna russa e cerca di truffare, prima separatamente e poi congiuntamente, entrambi i fratelli per strappare loro più denaro possibile. Entrambi i fratelli si innamorano di Sonia, ma le cose si complicano dopo la scoperta che in realtà la madre morta non ha lasciato nulla e che non c'è nulla da spartire; appreso questo i due fratelli devono rassegnarsi alla perdita di Sonia, che scoperta la verità sulle condizioni economiche dei due li abbandona. Anche Antonio lascia l'amico quando scopre che non possiede nulla. Senza più nulla per cui litigare i due fratelli cominciano ad andare d'accordo e fanno definitivamente pace.
Resosi conto che ora i due fratelli sono diventati amici, l'anziano maggiordomo Vannino rivela loro che l'intero patrimonio di famiglia consiste in un gioiello nascosto dal valore inestimabile; tuttavia i due usurai si presentano a casa di Guelfo tenendo Antonio come ostaggio richiedendo il pagamento. Nel frattempo arriva Sonia desiderosa di scusarsi con i due fratelli per come si è comportata, compresa la situazione trova per caso la collana e, fraintendendone il valore, la offre in pagamento dei debiti.
Qualche giorno dopo al termine di un'azione spericolata il gruppetto formato da Guelfo, Felice, Sonia, Vannino e Antonio riesce a recuperare la collana.

## Produzione
La commedia uscì nei cinema il 7 marzo 1997, ma fu ideata diversi anni prima e doveva essere interpretata da Christian De Sica e Diego Abatantuono e diretta probabilmente da Carlo Vanzina, Neri Parenti o Enrico Oldoini. Il progetto venne continuamente rimandato a causa dei dubbi degli interpreti e dei registi sulla validità del copione e in seguito ai continui tentennamenti degli attori alla fine vennero scelti attori comici emergenti; tra questi anche Simona Ventura, che all'epoca era già una presentatrice televisiva di successo, ma non aveva mai tentato la carriera di attrice. Questo è stato il suo primo e per lungo tempo unico film.

### Riprese
Le riprese si sono svolte nell'autunno del 1996 a Bari e a Frascati.

## Accoglienza
Il film ebbe un incasso irrisorio e anche la critica bocciò in toto l'opera, considerandola come una produzione di livello estremamente basso. La stessa Simona Ventura commentando il film ha apertamente ammesso che si è trattato per lei solo di un esperimento, un tentativo poi abbandonato di cimentarsi nella carriera cinematografica. La Ventura infatti tornerà al cinema solo 11 anni dopo nel film La fidanzata di papà, con Massimo Boldi.